# Głażewo-Święszki
Głażewo-Święszki – wieś sołecka w Polsce położona w województwie mazowieckim, w powiecie makowskim, w gminie Młynarze.
W latach 1975–1998 miejscowość administracyjnie należała do województwa ostrołęckiego.
6 września 1939 żołnierze Wehrmachtu zamordowali w lesie „Wysoki Dział” 25 Polaków, w większości z okolicznych miejscowości. Zidentyfikowano 16 ofiar w tym 8 ze wsi Głażewo-Święszki.
Wierni Kościoła rzymskokatolickiego należą do parafii św. Stanisława w Sieluniu.